# 441563 Domanski
441563 Domanski este o planetă minoră (asteroid) din Outer Main Belt⁠(d). A fost descoperită pe 19 octombrie 2008 la Charleston⁠(d) de Bogdan Sobczuk⁠(d). 
Obiectul prezintă o orbită caracterizată de o semiaxă mare de 3,9907680769982 UAi, o excentricitate de 0,23283626512427, o înclinație de 2,785415129849 ° în raport cu ecliptica.